# ブルット・チャン
ブレット・チャン(Brett Chan)はカナダ・バンクーバーを拠点としているスタントマン、スタントコーディネーター、俳優。カナダ出身。身長173cm、体重91kg。30年以上の武術経験を持っている。
HITZ INTERNATIONAL というスタントパフォーマーの組織を設立している。
代表作は、『キャットウーマン』（スキンヘッドの泥棒役）、『ナチョ・リブレ 覆面の神様』（ダイナスティ役）、『エクリプス/トワイライト・サーガ』（ヴァンパイア役）、『ブレイド3』 (ヴァンパイア役)『ラスト サムライ』等。

スタントコーディネーターとしては､『シャザム！ 』､ 『 スカイスクレイパー』､『アイアン・フィスト(テレビドラマ)』､『マルコ・ポーロ(テレビドラマ)』等に参加した。
この他にも様々な映画、ドラマの制作に関わっている。